# 道森 (明尼蘇達州)
道森（英語：Dawson）是一個位於美國明尼蘇達州拉基帕爾縣的城市。

## 歷史
道森於1884年成立，同年設立營運至今的郵局，翌年升格為城市。此地得名自聖保羅市長威廉·道森（William Dawson）。

## 人口
根據2020年美國人口普查的數據，道森的面積為3.72平方千米，皆為陸地。當地共有人口1466人，而人口密度為每平方千米394人。